# Chantonnay
Pour l’article ayant un titre homophone, voir Champtonnay.
Chantonnay est une commune française située dans le département de la Vendée, en région Pays de la Loire.
Ses habitants sont les Chantonnaisiens et les Chantonnaisiennes.

## Géographie

### Localisation

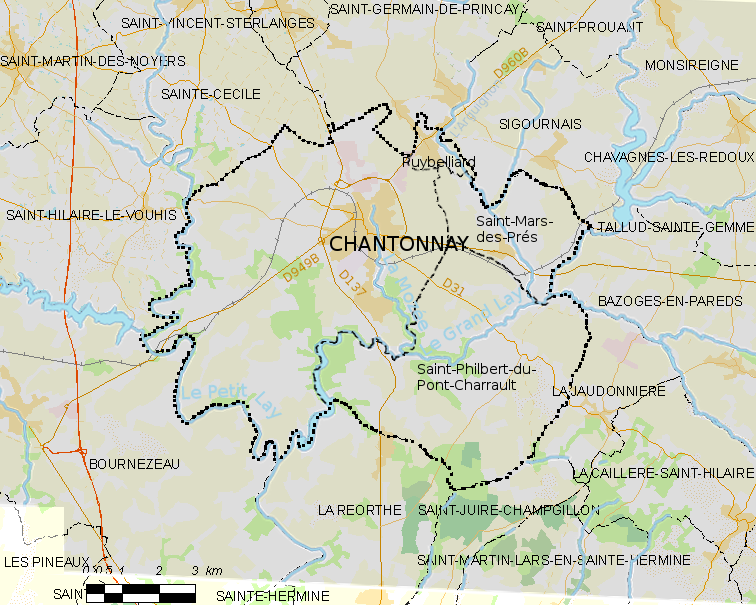
Carte de la commune.

Situé au sud dans le sud Vendée , le territoire municipal de Chantonnay s'étend sur 83,87 km2. L'altitude moyenne de la commune est de 75 mètres, avec des niveaux fluctuant entre 18 et 112 mètres,.
Elle est baignée par le Grand Lay, qui s'écoule du lac de Rochereau, sur la commune voisine de Sigournais, avant de traverser le sud-est de la commune. Le Grand Lay est alimenté sur sa rive droite par la rivière l'Arguignon qui baigne Puybelliard et Saint-Mars-des-Prés, et la Mozée, qui traverse le bourg de Chantonnay. Il laisse sur sa rive gauche Saint-Philbert-du-Pont-Charrault et alimente le lac de Touchegray Moulin-Neuf qui s’étire tout au long de la rivière par une succession de vallons et aboutit à la retenue du barrage de l’Angle Guignard. Le Petit Lay délimite la limite ouest de la commune et rejoint au sud le Grand Lay à l'Assemblée des deux Lay, le point le plus bas de son territoire.
La commune est située dans une cuvette géologique recelant un sous-sol riche et varié qui permit notamment l'exploitation du charbon issu du bassin houiller de Vendée.

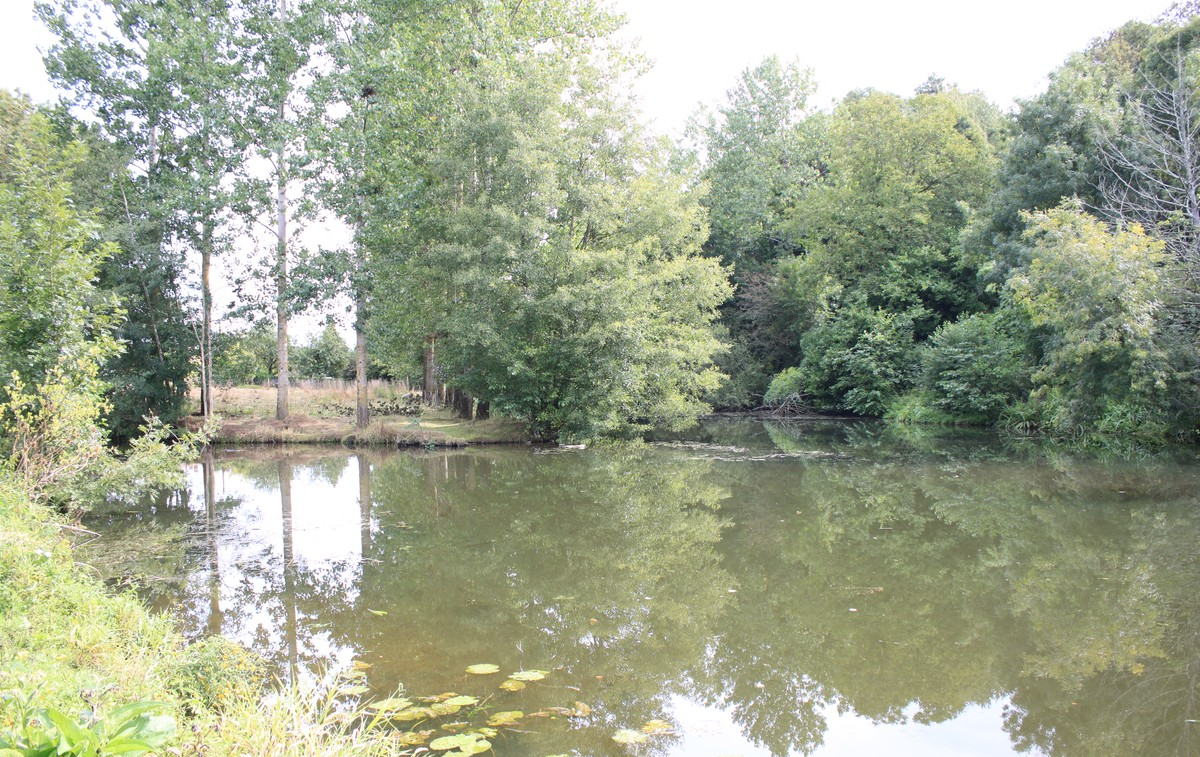
L'Assemblée des deux Lay.

Chantonnay se trouve au croisement de la route départementale RD 137 (ancienne RN137), qui relie Nantes à Bordeaux, et de la RD 949B entre Bournezeau et La Châtaigneraie. La commune est desservie par la ligne ferroviaire historique dite de Paris aux Sables-d'Olonne, aujourd'hui ligne des Sables-d'Olonne à Tours dédiée aux TER.
Chantonnay a fusionné (fusion simple) en 1964 avec les anciennes communes limitrophes de Puybelliard et Saint-Mars-des-Prés, et s'est associé (fusion-association) en 1972 à la commune de Saint-Philbert-du-Pont-Charrault.
Chantonnay est siège de la communauté de communes du Pays-de-Chantonnay. C'est aussi le bureau centralisateur du canton de Chantonnay, lequel est issu du démantèlement en 2015 des anciens cantons des Essarts, de Pouzauges et de La Roche-sur-Yon-Sud.

### Climat
Pour des articles plus généraux, voir Climat des Pays de la Loire et Climat de la Vendée.
En 2010, le climat de la commune est de type climat océanique franc, selon une étude du CNRS s'appuyant sur une série de données couvrant la période 1971-2000. En 2020, Météo-France publie une typologie des climats de la France métropolitaine dans laquelle la commune est exposée à un climat océanique et est dans la région climatique  Bretagne orientale et méridionale, Pays nantais, Vendée, caractérisée par une faible pluviométrie en été et une bonne insolation. 
Pour la période 1971-2000, la température annuelle moyenne est de 12 °C, avec une amplitude thermique annuelle de 14,2 °C. Le cumul annuel moyen de précipitations est de 828 mm, avec 12,8 jours de précipitations en janvier et 6,5 jours en juillet. Pour la période 1991-2020, la température moyenne annuelle observée sur la station météorologique de Météo-France la plus proche, « St-Fulgent_sapc », sur la commune de Saint-Fulgent à 21 km à vol d'oiseau, est de 12,6 °C et le cumul annuel moyen de précipitations est de 815,9 mm,. Pour l'avenir, les paramètres climatiques de la commune estimés pour 2050 selon différents scénarios d'émission de gaz à effet de serre sont consultables sur un site dédié publié par Météo-France en novembre 2022.

## Urbanisme

### Typologie
Au 1er janvier 2024, Chantonnay est catégorisée bourg rural, selon la nouvelle grille communale de densité à sept niveaux définie par l'Insee en 2022.
Elle appartient à l'unité urbaine de Chantonnay, une unité urbaine monocommunale constituant une ville isolée,. Par ailleurs la commune fait partie de l'aire d'attraction de Chantonnay, dont elle est la commune-centre,. Cette aire, qui regroupe 10 communes, est catégorisée dans les aires de moins de 50 000 habitants,.

### Occupation des sols
L'occupation des sols de la commune, telle qu'elle ressort de la base de données européenne d’occupation biophysique des sols Corine Land Cover (CLC), est marquée par l'importance des territoires agricoles (80,5 % en 2018), en diminution par rapport à 1990 (82,9 %). La répartition détaillée en 2018 est la suivante : 
terres arables (41,5 %), zone agricole hétérogène (30,7 %), forêt (10,1 %), prairie (8,3 %), zone urbaine (6,2 %), parc industriel ou parc d'activité commerciale et réseaux de télécommunication (1,8 %), mine, décharge et chantier (0,5 %), espace vert artificialisé, non agricole (0,5 %), eau continentale (0,4 %). L'évolution de l’occupation des sols de la commune et de ses infrastructures peut être observée sur les différentes représentations cartographiques du territoire : la carte de Cassini (XVIIIe siècle), la carte d'état-major (1820-1866) et les cartes ou photos aériennes de l'IGN pour la période actuelle (1950 à aujourd'hui).

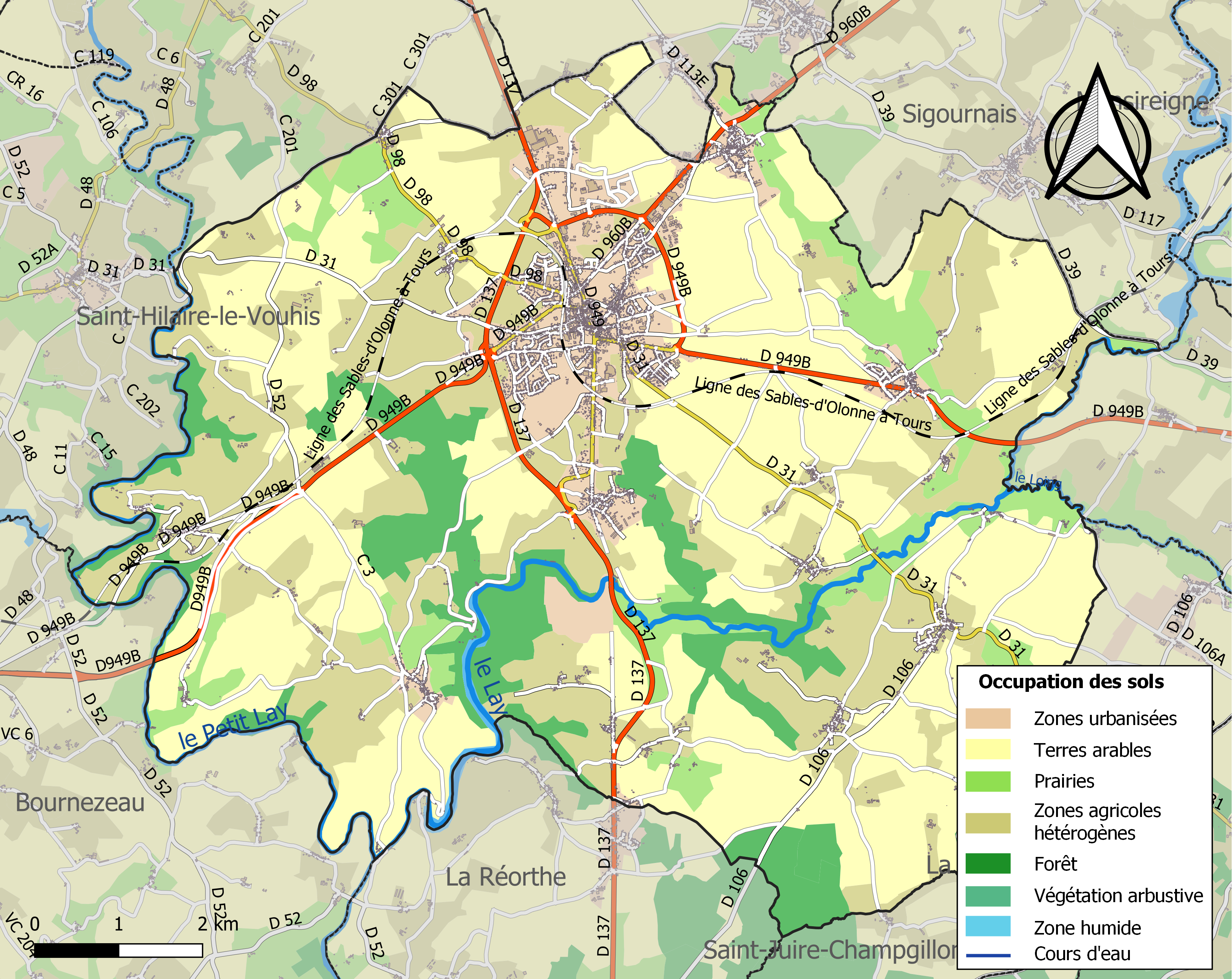
Carte des infrastructures et de l'occupation des sols de la commune en 2018 (CLC).

## Environnement
En 2009, Chantonnay possède trois fleurs au Concours des villes et villages fleuris.
Trois éoliennes sont construites en 2025. 

## Toponymie
En poitevin, Chantonnay se prononce Chantounàes.

## Histoire
Pendant la Préhistoire, des hommes ont laissé leur trace, comme l'atteste la découverte à la Treille-de-La-Charlière de deux ensembles lithiques, l'un composé de 3 pièces datées du Paléolithique moyen, l'autre de 11 pièces néolithiques, il existait aussi le Dolmen de Pierre Brune site mégalithique disparu et des grottes[réf. nécessaire].
Lors de l'Antiquité, le territoire de la commune se situait au croisement de voies romaines, de Fontenay-le-Comte au port de la Chaume d’est en ouest, et de Nantes à Saintes du nord au sud. Chantonnay tirerait son nom d’un camp romain appelé le camp d’Antoine « campus antonini ». Des fouilles archéologiques ont révélé des vestiges de villas gallo-romaines, en particulier à la Treille-de-La-Charlière une cave qui appartient à une villa dont les bâtiments couvrent près d’un hectare.
Pendant le Moyen Âge, des moines bénédictins, remontant le cours du Grand Lay, se seraient installés dès 602 à Saint-Mars-des-Prés. Une charte conservée à l'Abbaye Saint-Cyprien de Poitiers indique que Chantonnay (Chantaonneis) existait déjà en l’an 975. Au milieu du XIIIe siècle, Chantonnay appartenait au vicomte de Thouars.
Dès le XVe siècle, Puybelliard, était un centre commercial et manufacturier majeur du bas-Poitou regroupant droguiers, drapiers, sergetiers et tisserands qui s'y réunissaient à l’occasion de foires. Des marchands de Fuenterrabia (Pays basque) venaient à Puybelliard pour acquérir des pièces de toiles en échange de mules.
Au XVIe siècle, les idées de la Réforme se sont propagées jusque sur le territoire de la commune. Lors des guerres de Religion, à la suite de l’assassinat du duc de Guise, un synode réunit en 1563 à Puybelliard des pasteurs protestants de toute la province.

### Révolution etguerre de Vendée
Pendant la Révolution, Saint-Mars-des-Prés fut rebaptisée « La Prairiale » et Saint-Philbert-du-Pont-Charrault « La Résolue ».

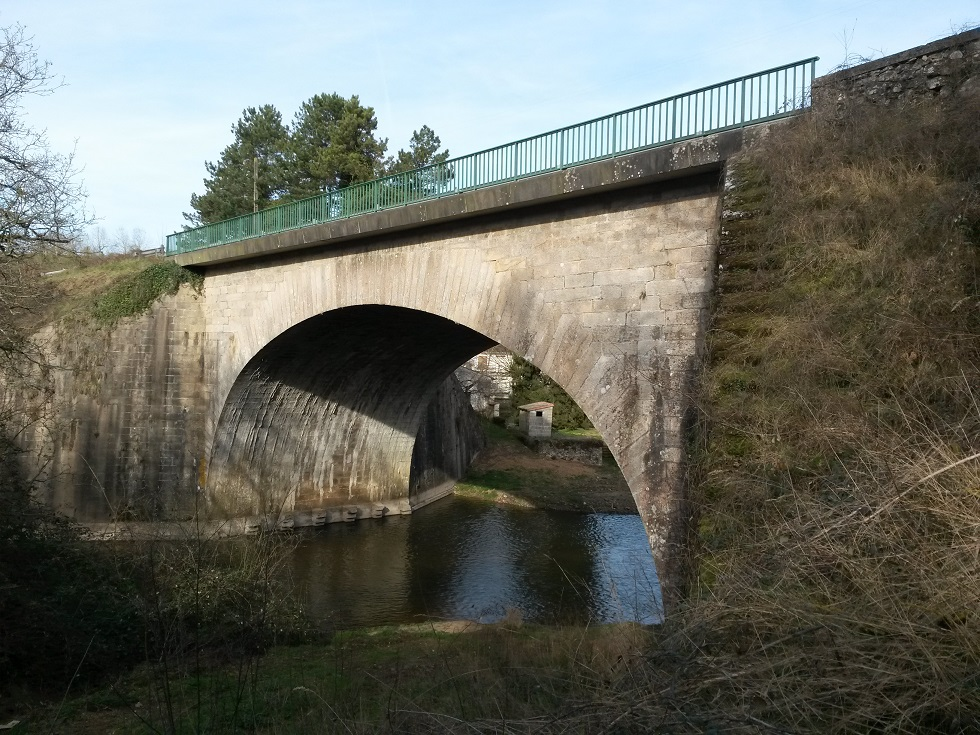
Le Pont-Charron sur le Grand-Lay.

En 1793, une bande de paysans descendant le cours royal Nantes-Bordeaux, axe stratégique traversant la Vendée du nord au sud, avec à sa tête Charles Sapinaud de La Verrie et Charles de Royrand, prit Chantonnay le 17 mars (voir article Bataille de Chantonnay (17 mars 1793)) du Le général républicain Louis Henri François de Marcé reprit la ville le 17 mars et fit battre en retraite les insurgés vers le nord pendant la première Bataille de Chantonnay. Il la perdit le 19 mars, lorsque, lancée à la poursuite des paysans vendéens, son armée fut vaincue par ces derniers à la bataille de Gravereau, entre Saint-Vincent-Sterlanges et L'Oie, bataille qui détermina pendant plusieurs mois la suprématie des forces insurgées dans le bocage vendéen. Le Pont-Charron, où la route Nantes Bordeaux franchit le Grand-Lay, devint l'un des verrous sud de la Vendée militaire, aux mains de l'Armée du centre.
Le chevalier Adams est une personnalité locale dont l'histoire illustre la division existant alors dans le pays. Marie-Antoinette-Pétronille Adams, fille de la servante du château du Pally à Chantonnay, chez les De Lespinay, fut mariée au sieur Lainé, un marchand de Puybelliard. Après la bataille de Gravereau du 19 mars 1793, lui, étant républicain, abandonna son magasin et sa femme et se réfugia à La Rochelle. Habillée en homme et munie d’armes, elle rejoignit à cheval les insurgés aux Quatre-Chemins-de-l’Oie.

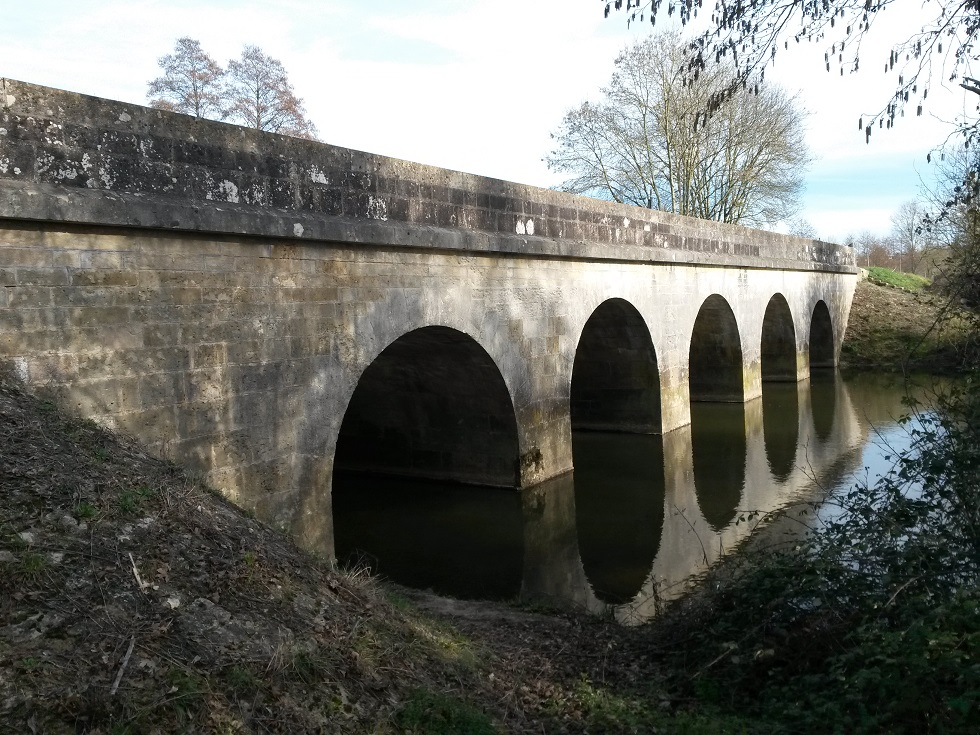
Le Pont-Charrault sur le Grand-Lay.

Ce fut lors d'une attaque des forces républicaines que fut abattu le général vendéen Charles Sapinaud de La Verrie près du Pont-Charrault le 25 juillet 1793. Le Pont-Charrault, qui compte 5 arches basses, est situé sur la route reliant Chantonnay à Saint-Philbert-du-Pont-Charrault. Il est parfois confondu avec le Pont-Charron, constitué d'une seule arche élevée, situé aussi sur le Grand Lay, mais en aval, à l'ouest du Pont-Charrault, sur l'ancien cours royal Nantes-Bordeaux, plus tard RN 137. Tous les deux ont été construits au XVIIIe siècle.

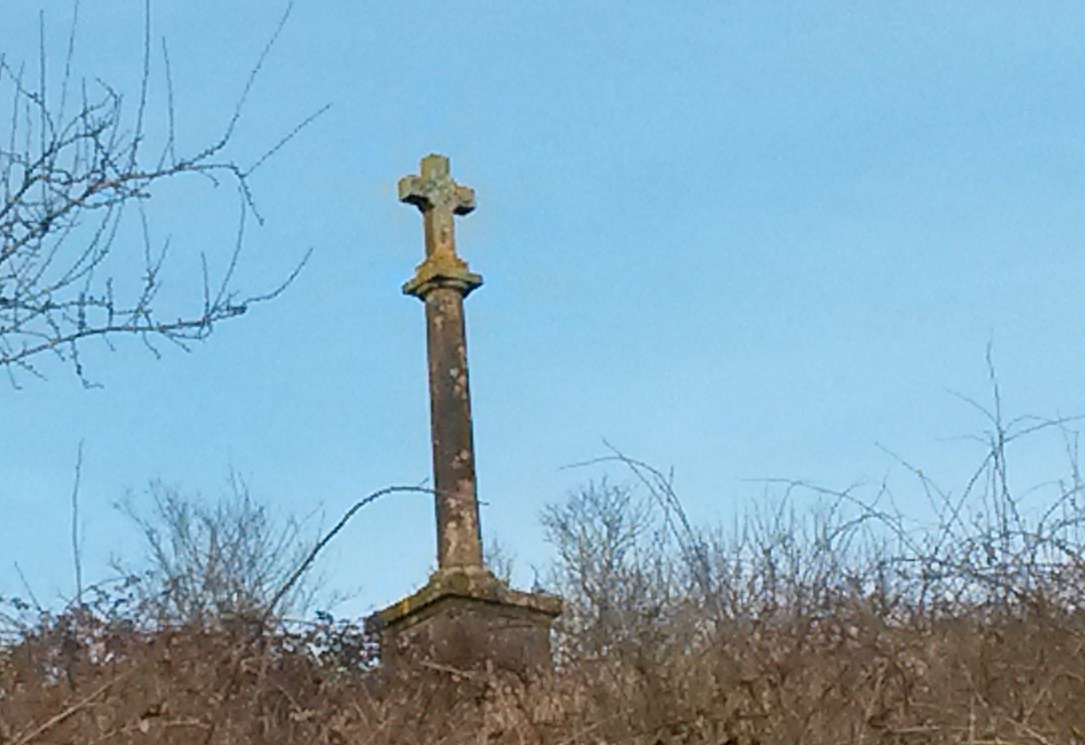
Croix commémorant la mort du chef vendéen Charles Sapinaud de La Verrie.

Chantonnay ne fut reprise par les forces républicaines qu'après la défaite des armées vendéennes à Luçon le 14 août 1793. Mais ces dernières purent momentanément reconquérir Chantonnay le 5 septembre 1793 (voir article Bataille de Chantonnay 5 septembre 1793 ).

### XIXesiècle
L’Empereur Napoléon, accompagné de Joséphine, passa à Chantonnay en 1808, venant de Bayonne, et en route vers la Roche-sur-Yon. Arrivé le  dimanche 7 août, il partit le lendemain, non sans qu'on lui ait montré à la Tabarière le champ de bataille de Pont-Charron en lui disant « Sire, ce pont est aussi célèbre en Vendée que celui d’Arcole ».

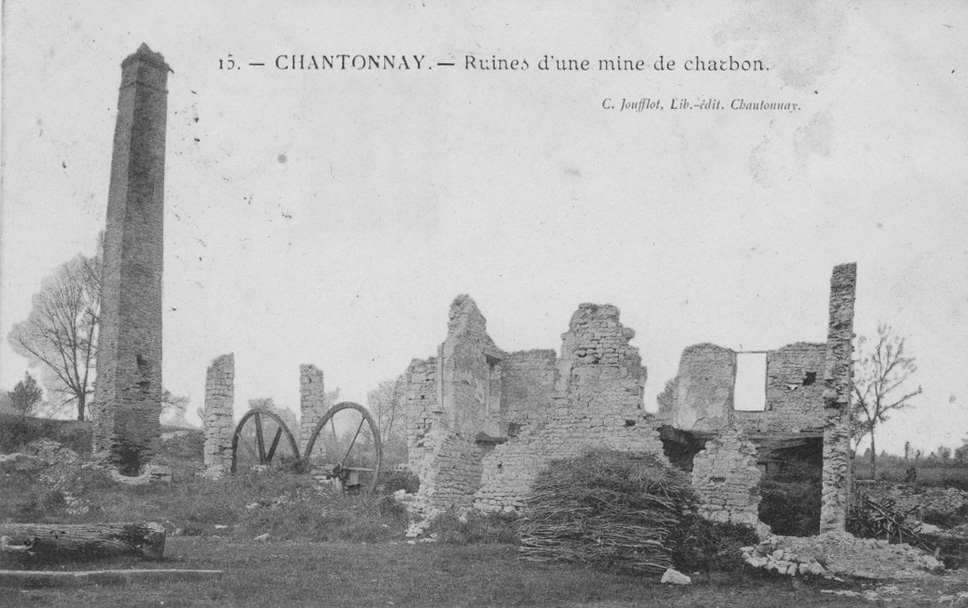
Ruines de la mine de Chantonnay vers 1900.

La mine de charbon de la Tabarière est exploitée entre 1840 et 1869 puis celle de la Marzelle entre 1878 et 1884 mais la mauvaise qualité du gisement provoque l'abandon de la concession,.
Le train arriva à Chantonnay en 1871 avec l'ouverture de la ligne la Roche-sur-Yon - Bressuire et de la gare de Chantonnay. Cette ligne fut complétée par une liaison Chantonnay - Cezais de 1900 à 1939 et Cholet - Chantonnay de 1914 à 1939. La ville sera aussi desservie par une ligne (voie métrique) Montaigu - L'Aiguillon-sur-Mer de 1908 à 1935.
La gare de Chantonnay est ouverte le 20 mai 1869.
Un tramway passait à Chantonnay avec le réseaux de chemin de fer secondaire, des Tramways de la Vendée. qui fermera ces porte en 1949[réf. nécessaire].

### XXesiècle
Pendant la Deuxième Guerre mondiale, en 1943, quatre résistants furent déportés vers les camps de concentration en Allemagne. Une plaque commémorative se trouve dans le hall d'entrée de la mairie.
En novembre 1957, un autorail et un train de marchandises se percutèrent de plein fouet à Chantonnay causant la mort de 29 personnes,.
En 1964, la commune de Chantonnay absorba celles voisines de Puybelliard et de Saint-Mars-des-Prés, respectivement peuplées, au recensement de 1962, de 381 habitants et de 358 habitants.
En 1972, la commune absorba celle voisine de Saint-Philbert-du-Pont-Charrault, peuplée, au recensement de 1968, de 1 037 habitants.

### Liste des maires

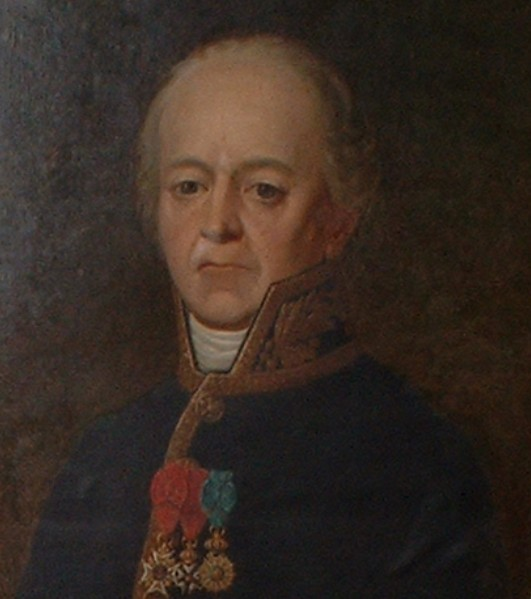
Le marquis Alexis de Lespinay (1752-1837), maire de Chantonnay de 1811 à 1830.

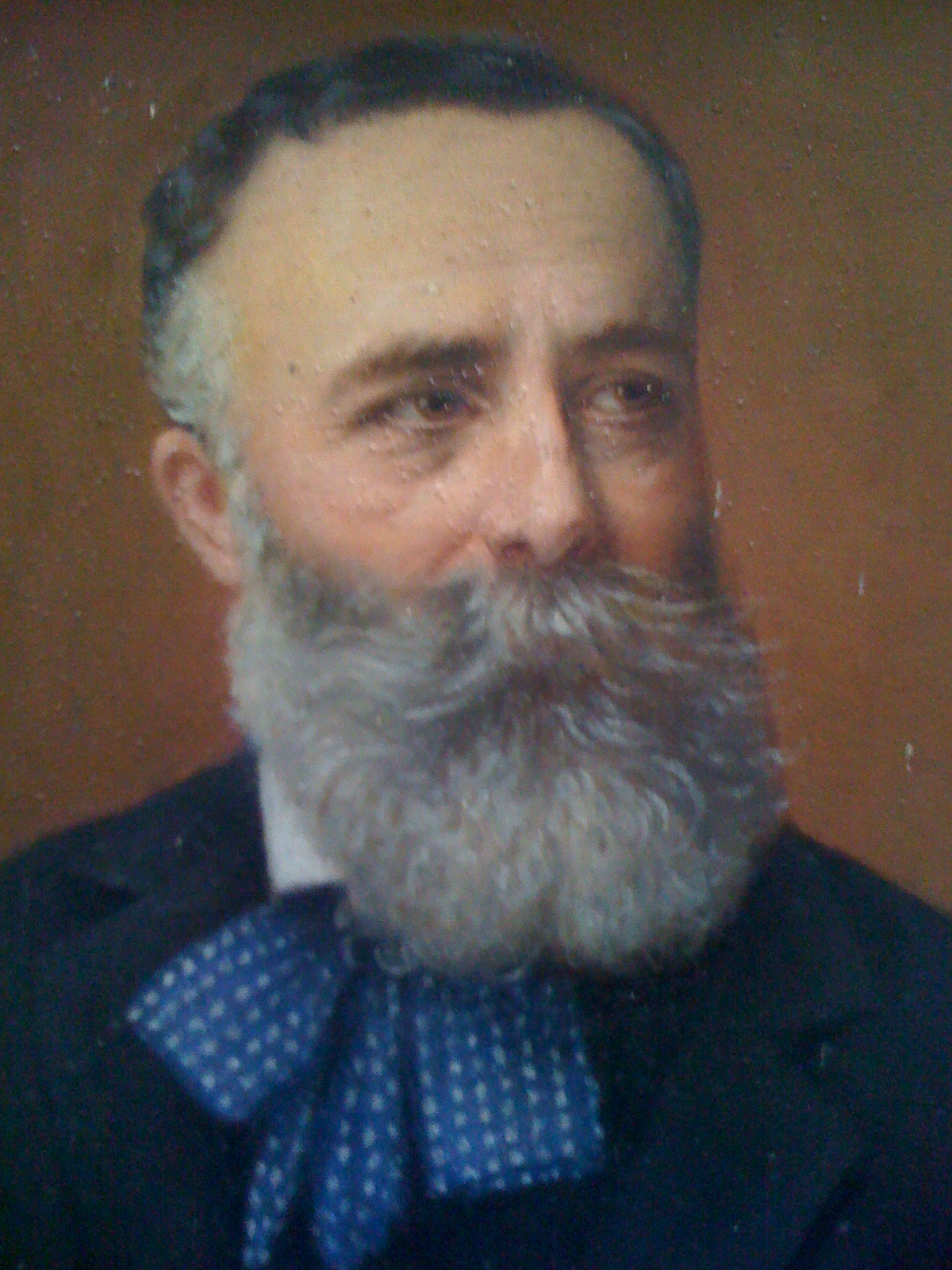
Le marquis Zénobe Alexis de Lespinay (1854-1906), maire de Chantonnay de 1896 à 1906.

### Héraldique
| Blason | Blasonnement : D'azur à la gerbe de blé d'or. |

## Populationet société

### Démographie

#### Évolution démographique
L'évolution du nombre d'habitants est connue à travers les recensements de la population effectués dans la commune depuis 1793. Pour les communes de moins de 10 000 habitants, une enquête de recensement portant sur toute la population est réalisée tous les cinq ans, les populations de référence des années intermédiaires étant quant à elles estimées par interpolation ou extrapolation. Pour la commune, le premier recensement exhaustif entrant dans le cadre du nouveau dispositif a été réalisé en 2005.

En 2022, la commune comptait 8 518 habitants, en évolution de +2,74 % par rapport à 2016 (Vendée : +5,33 %, France hors Mayotte : +2,11 %).
| 1793  | 1800  | 1806  | 1821  | 1831  | 1836  | 1841  | 1846  | 1851  |
| ----- | ----- | ----- | ----- | ----- | ----- | ----- | ----- | ----- |
| 1 500 | 1 196 | 1 770 | 1 791 | 2 532 | 2 439 | 2 634 | 2 925 | 2 933 |

| 1856  | 1861  | 1866  | 1872  | 1876  | 1881  | 1886  | 1891  | 1896  |
| ----- | ----- | ----- | ----- | ----- | ----- | ----- | ----- | ----- |
| 3 101 | 3 253 | 3 429 | 3 382 | 3 508 | 3 709 | 4 000 | 4 307 | 4 070 |

| 1901  | 1906  | 1911  | 1921  | 1926  | 1931  | 1936  | 1946  | 1954  |
| ----- | ----- | ----- | ----- | ----- | ----- | ----- | ----- | ----- |
| 4 093 | 4 137 | 3 962 | 3 733 | 3 667 | 3 696 | 3 790 | 3 953 | 4 014 |

| 1962  | 1968  | 1975  | 1982  | 1990  | 1999  | 2005  | 2006  | 2010  |
| ----- | ----- | ----- | ----- | ----- | ----- | ----- | ----- | ----- |
| 4 137 | 5 135 | 6 991 | 7 235 | 7 458 | 7 541 | 7 794 | 7 958 | 8 248 |

| 2015  | 2020  | 2022  | - | - | - | - | - | - |
| ----- | ----- | ----- | - | - | - | - | - | - |
| 8 279 | 8 434 | 8 518 | - | - | - | - | - | - |

#### Pyramide des âges
En 2018, le taux de personnes d'un âge inférieur à 30 ans s'élève à 32,7 %, soit au-dessus de la moyenne départementale (31,6 %). À l'inverse, le taux de personnes d'âge supérieur à 60 ans est de 29,5 % la même année, alors qu'il est de 31,0 % au niveau départemental.
En 2018, la commune comptait 4 086 hommes pour 4 268 femmes, soit un taux de 51,09 % de femmes, légèrement inférieur au taux départemental (51,16 %).
Les pyramides des âges de la commune et du département s'établissent comme suit.
| Hommes | Classe d’âge | Femmes |
| ------ | ------------ | ------ |
| 0,6    | 90 ou +      | 1,9    |
| 7,8    | 75-89 ans    | 9,6    |
| 19,4   | 60-74 ans    | 19,7   |
| 20,6   | 45-59 ans    | 21,2   |
| 17,7   | 30-44 ans    | 16,1   |
| 15,7   | 15-29 ans    | 14,0   |
| 18,3   | 0-14 ans     | 17,5   |

| Hommes | Classe d’âge | Femmes |
| ------ | ------------ | ------ |
| 0,8    | 90 ou +      | 2,2    |
| 8,7    | 75-89 ans    | 11,1   |
| 20,3   | 60-74 ans    | 21,3   |
| 20     | 45-59 ans    | 19,4   |
| 17,5   | 30-44 ans    | 16,8   |
| 15     | 15-29 ans    | 13,2   |
| 17,7   | 0-14 ans     | 16,1   |

## Enseignement
Il existe deux collèges et deux lycées à Chantonnay :
- le collège René-Couzinet ;
- le collège Saint-Joseph ;
- le lycée Georges-Clemenceau ;
- le lycée Sainte-Marie.

## Économie
La ville est industrielle avec des entreprises importantes comme Fleury Michon, Doux, Pubert et Gautier. Ces entreprises sont réparties en trois grandes zones d'activités : Pierre Brune, Les Trois Pigeons et Polaris I/II/III.

## Lieux et monuments
- Église Saint-Pierre de Chantonnay

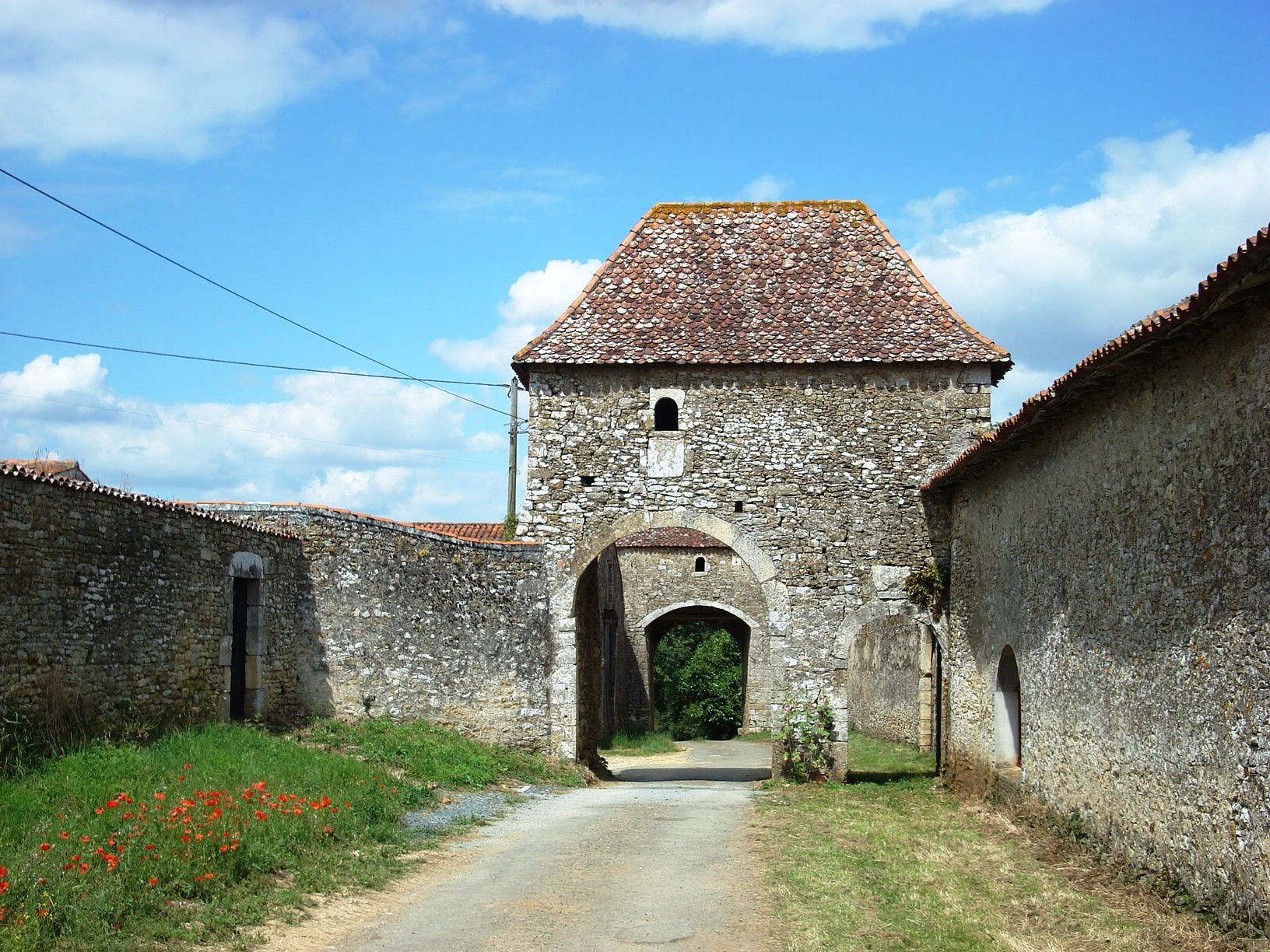
Manoir de Ponsay.

- Chapelle du prieuré Notre-Dame de l'Angle aux Chanoines à Chantonnay
- Manoir de Ponsay à Chantonnay
- Église Saint-Pierre-et-Saint-Paul de Puybelliard
- Église Saint-Médard de Saint-Mars-des-Prés
- Lavoirs de la Marzelle et de Saint-Mars-des-Prés
- Vallée du Lay
- Fuie et porches de Ponsay
- Fuie de Dinchin
- Château de L'Auneau
- carrefour de l'Ormeau de la Billette : selon la tradition, lieu du sabbat pour les sorciers de la région[45]
- Dolmen de Pierre Brune site mégalithique disparu.

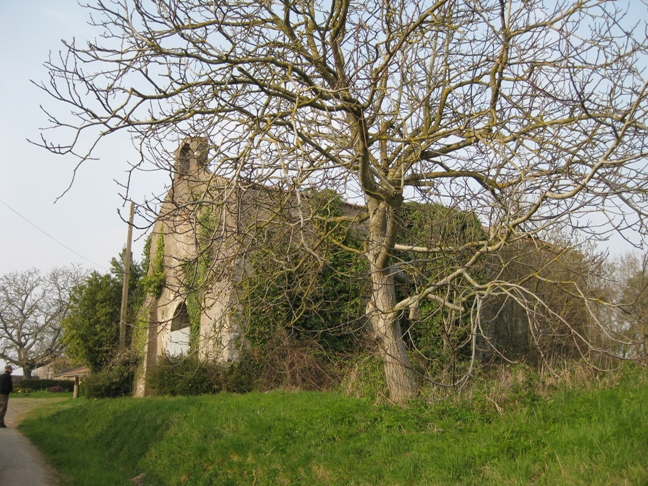
Chapelle du prieuré Notre-Dame de l'Angle aux Chanoines à Chantonnay.
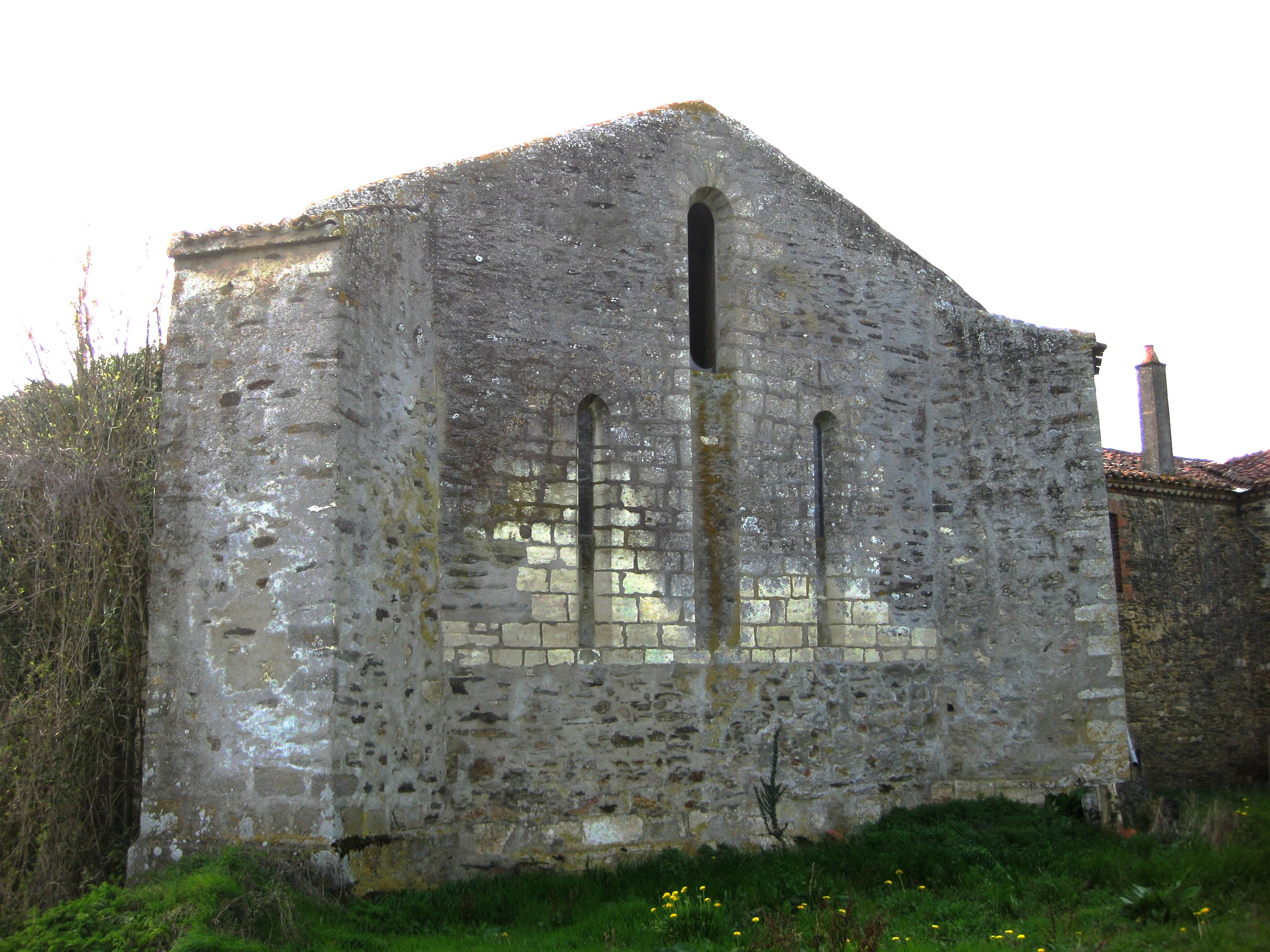
Chevet est de la chapelle Notre-Dame de l'Angle aux Chanoines à Chantonnay.
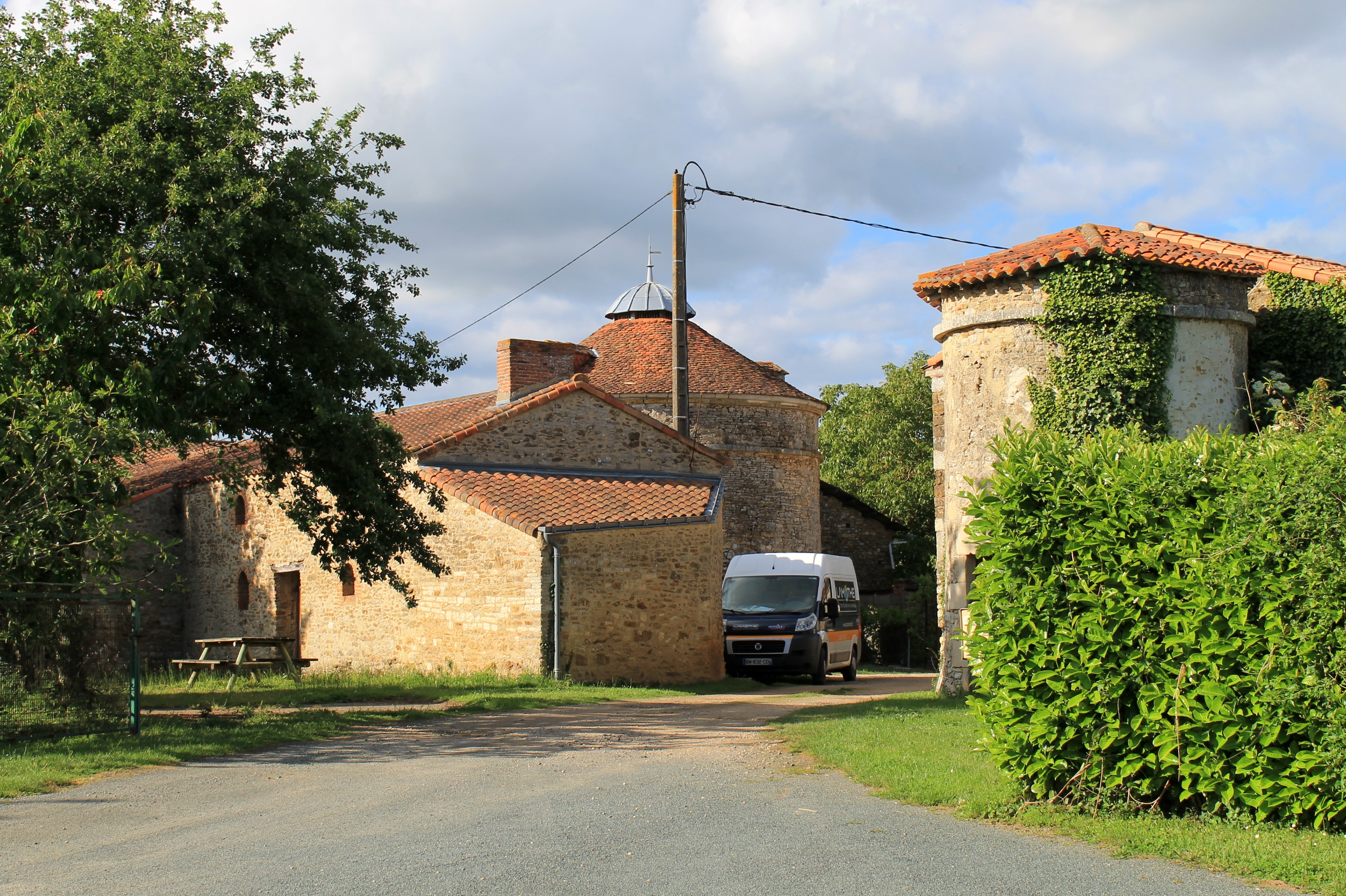
Manoir de Dinchin à Chantonnay.
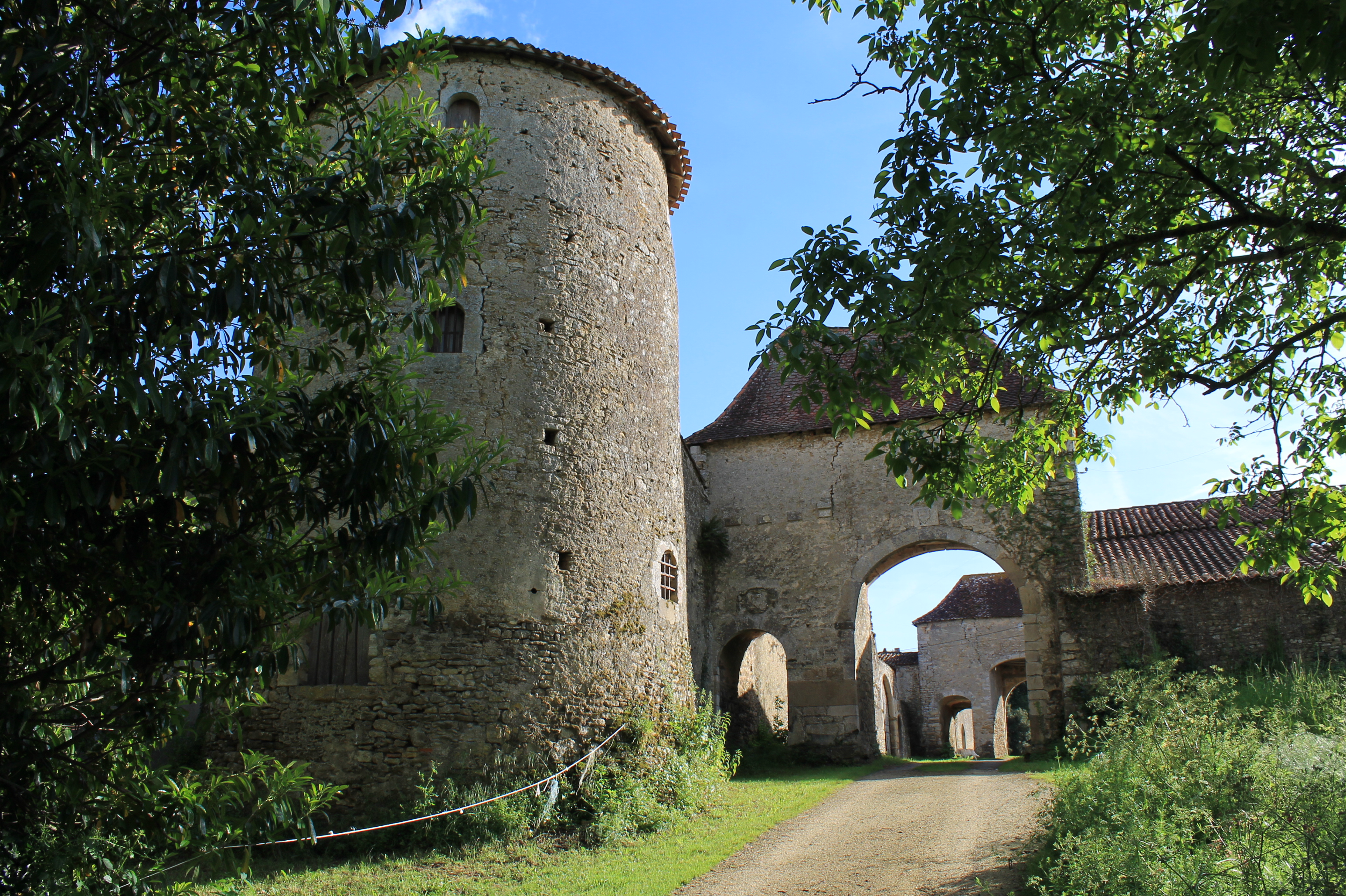
Manoir de Ponsay à Chantonnay.
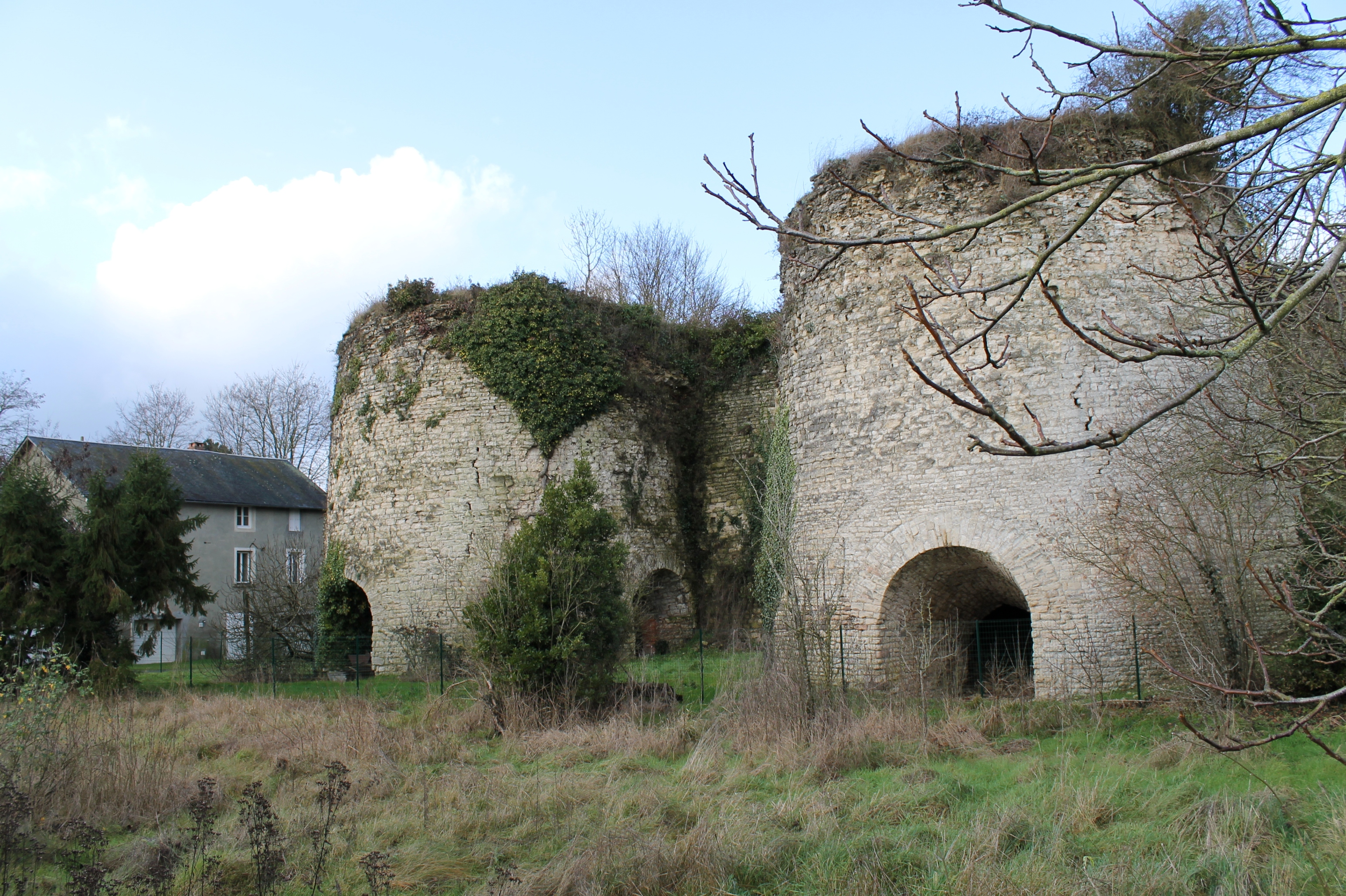
Fours à chaux de Chantonnay.

## Personnalités liées à la commune
- Alexis Louis Marie de Lespinay, chevalier du Pally et de l'Empire (24 août 1752 - Chantonnay ✝ 15 février 1837 - Poitiers), homme politique français du XIXe siècle.
- Louis-Armand, comte de Lespinay (19 février 1789 - Chantonnay ✝ 1er juin 1869 - Paris), fils cadet du précédent, militaire et homme politique vendéen du XIXe siècle.
- Zénobe Alexis, marquis de Lespinay (10 janvier 1854 - Chantonnay ✝ 1er juillet 1906 - Paris VIIe), arrière-petit-fils du premier, homme politique français des XIXe et XXe siècles.
- Marie-Élie Jarosseau (13 avril 1858 - Chantonnay ✝ 18 janvier 1941 - Toulouse), religieux catholique français, moine capucin, et évêque.
- Maurice Morand (2 juin 1869 - Chantonnay ✝ 28 avril 1933 - Poitiers), homme politique français, sénateur de la Vendée de 1920 à 1933.
- Henri Rochereau (29 avril 1883 - Chantonnay  ✝ 18 juin 1958 - Chantonnay), homme politique français, député de la Vendée à la 1re Assemblée constituante en 1945-1946.
- Raymond Boisdé (15 août 1899 - Chantonnay ✝ 13 juillet 1981 - Cannes), homme politique français des IVe et Ve Républiques.
- René Couzinet pionnier de l'aviation en sont temps né en Vendée le collège publique de la ville porte sont nom.
- Henri Rochereau (25 mars 1908 - Chantonnay  ✝ 25 janvier 1999 - Paris), homme politique français, sénateur de la Vendée (1946-1959) et ministre de l'Agriculture (1959-1961)
- Michel Crucis, ancien maire et Sénateur de Chantonnay ayant administré jusqu'en 1995.
- Philippe Katerine (né en 1968 à Thouars) y a grandi.
- Georges Clemenceau, ministre de la guerre pendant la Première Guerre mondiale, le parc de la ville et le lycée Georges-Clemenceau, plus un restaurant et une cafétéria portent son nom.

## Jumelages
- Ebermannstadt (Allemagne) depuis 1970[46].

## Événements
- En 1997, Chantonnay a accueilli le départ d'une étape du Tour de France cycliste.
- En 2005, Philippe Katerine tourne le clip de sa chanson "Louxor, j'adore" à Beaurepaire[47] inclus dans l'album "Robots après tout".
- En 2006, ont eu lieu les championnats de France cyclistes.
- 2007 : L'histoire du film J'aimerais j'aimerais de Jann Halexander se déroule à Chantonnay.
- En 2010, la ville a une nouvelle fois accueilli les championnats de France de cyclisme.
- En 2011, le vignoble de 30 hectares présent sur Chantonnay et Saint-Philbert-du-Pont-Charrault devient le 5e Fiefs Vendéens, avec l'appellation d'origine contrôlée "fiefs vendéens chantonnay".
- En 2015, pour la troisième fois, la ville accueille les championnats de France de cyclisme.
- La randonnée « Quatre Jours en Chantonnay Vendée »[48] est un évènement inscrit au calendrier de l'International Marching League, qui a lieu chaque année le week-end de l'Ascension. Grâce à cet événement, la ville a reçu le titre de « capitale mondiale de la randonnée pédestre »[réf. souhaitée].
- Tous les ans, en novembre, se tient le festival « Éperluette »[49] proposant des chants et contes à travers divers spectacles.